# Christoffel Jegher

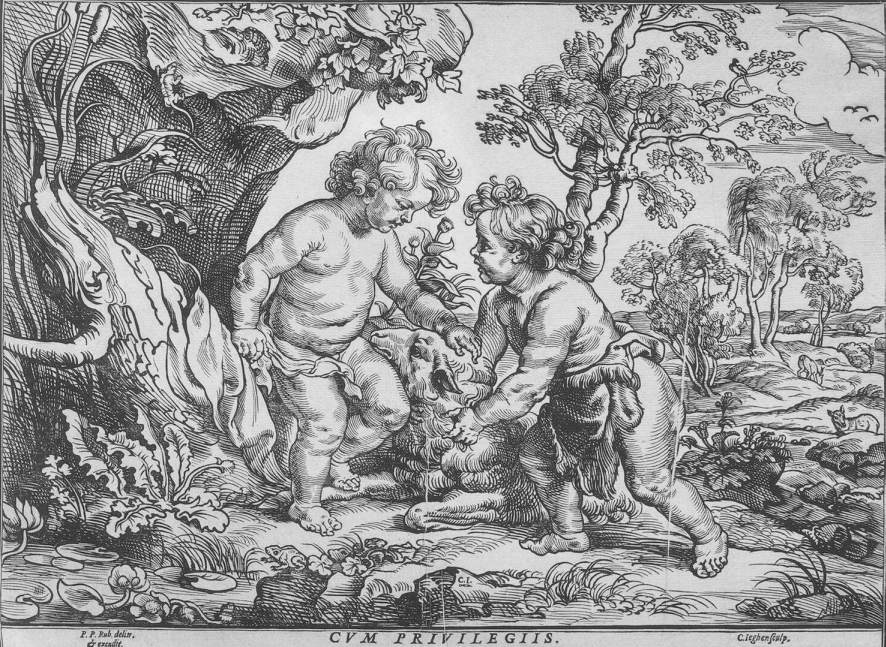
Christoffel Jegher - Jezus en Johannes de Doper in hun kinderjaren

Christoffel Jegher (Antwerpen, 1596 - 1652/1653) was een Vlaams houtsnijder.

## Biografie
Christoffel Jegher werkte in de drukkerij Plantijn- Moretus als xylografisch vakman vanaf 1625. Hij verzorgde er boekillustraties, ornamenten en houtsneden. Pieter Paul Rubens ontmoette hem hier waarschijnlijk voor het eerst. 
Vanaf 1627/ 1628 werd Jegher opgenomen in de Antwerpse Sint-Lucasgilde als houtsnijder.   
In het jaar 1630 was hij aanwezig in het atelier van Rubens als enige houtsnijder. Doordat Rubens hem aannam als medewerker zorgde hij ervoor dat de houtsnede een heropleving beleefde. Vanaf 1633 ontstond er een intensieve samenwerking tussen Rubens en Jegher. De productie van deze reproductietechniek was namelijk sinds de 16e eeuw sterk afgenomen. Jegher wist de dynamiek van Rubens’ schilderstijl om te zetten in zijn houtsneden waardoor de techniek in de aandacht kwam. Rubens was echter niet snel tevreden waardoor ze regelmatig aangepast of overgedaan werden. Tot in 1642 maakte Jegher houtsneden van Rubens’ ontwerpen voor het ‘Breviarium’ en het ‘Missale Romanum’. 
Vanaf 1630 vervaardigde Christoffel Jegher (1618-1667) een serie houtsneden naar modeltekeningen van Erasmus Quellinus. Zijn zoon Jan Christoffel Jegher trad in zijn voetsporen en graveerde naar Antoon Sallaert. Deze laatste werkte in Rubens’ atelier mee aan bepaalde altaarstukken. 

## Houtsneden
- ‘Hercules en de Hydra’ naar Pieter Paul Rubens.
- ‘Suzanna en de Grijsaards’ naar een schilderij van Pieter Paul Rubens.
- ‘Dronken Silenus’ naar een pentekening van Pieter Paul Rubens.
- ‘Rust tijdens de vlucht naar Egypte’ naar een schilderij van Pieter Paul Rubens.
- ‘Jezus en de kleine Johannes de Doper’ naar een schilderij van Pieter Paul Rubens.
- ‘De liefdestuin’ naar een schilderij van Pieter Paul Rubens.
- ‘Hercules overwint de Nijd’.
- ‘Christus in de woestijn’ naar Pieter Paul Rubens.